# Universidad de la República
La Universidad de la República (Udelar) es la primera universidad pública de Uruguay y la más grande del país, contando con un total de 156.437 estudiantes matriculados en 2022, según datos del relevamiento continuo de estudiantes. Fue fundada el 18 de julio de 1849 en Montevideo bajo el nombre de Universidad de Montevideo que posteriormente sería modificado a su denominación actual. Su primer rector fue el presbítero Lorenzo Fernández, y en la actualidad su rector es el Dr. Álvaro Mombrú de forma interina tras la renuncia de Rodrigo Arim. La universidad estatal cuenta con dieciséis facultades y varias escuelas, campus regionales e institutos universitarios.

## Historia

### Fundación
El proceso fundacional comenzó el 11 de junio de 1833, al aprobarse la ley propuesta por el presbítero Dámaso Antonio Larrañaga, entonces integrante del Senado de Uruguay. Según la ley se creaban nueve cátedras, y el presidente de la República debía decretar su instalación cuando la mayoría de las cátedras estuvieran en funcionamiento. Se creó de esta forma la Casa de Estudios Generales, que en 1836 dictaba las cátedras de Latín, Filosofía, Matemáticas, Teología y Jurisprudencia.
El 27 de mayo de 1838, Manuel Oribe dictó un decreto a través del cual creó la Universidad Mayor de la República. Aquel decreto tuvo pocos efectos prácticos, por la inestabilidad institucional que vivía la naciente República Oriental del Uruguay. Fue recién en 1849 que integrantes del Gobierno de la Defensa y Joaquín Suárez fundaron solemnemente la Universidad de la República. En el plan de 1849 se creaban cuatro facultades: la de Ciencias Naturales, la de Medicina, la de Jurisprudencia y la de Teología. La que comenzó a funcionar fue la Facultad de Jurisprudencia, hoy de Derecho, fundamentalmente a partir de su cátedra de Derecho Civil. El primer curso de esta cátedra fue dictado en 1851 por el jurisconsulto argentino Dr. Alejo Villegas, exiliado en este país desde 1828 hasta 1852.

### Primera estructura institucional

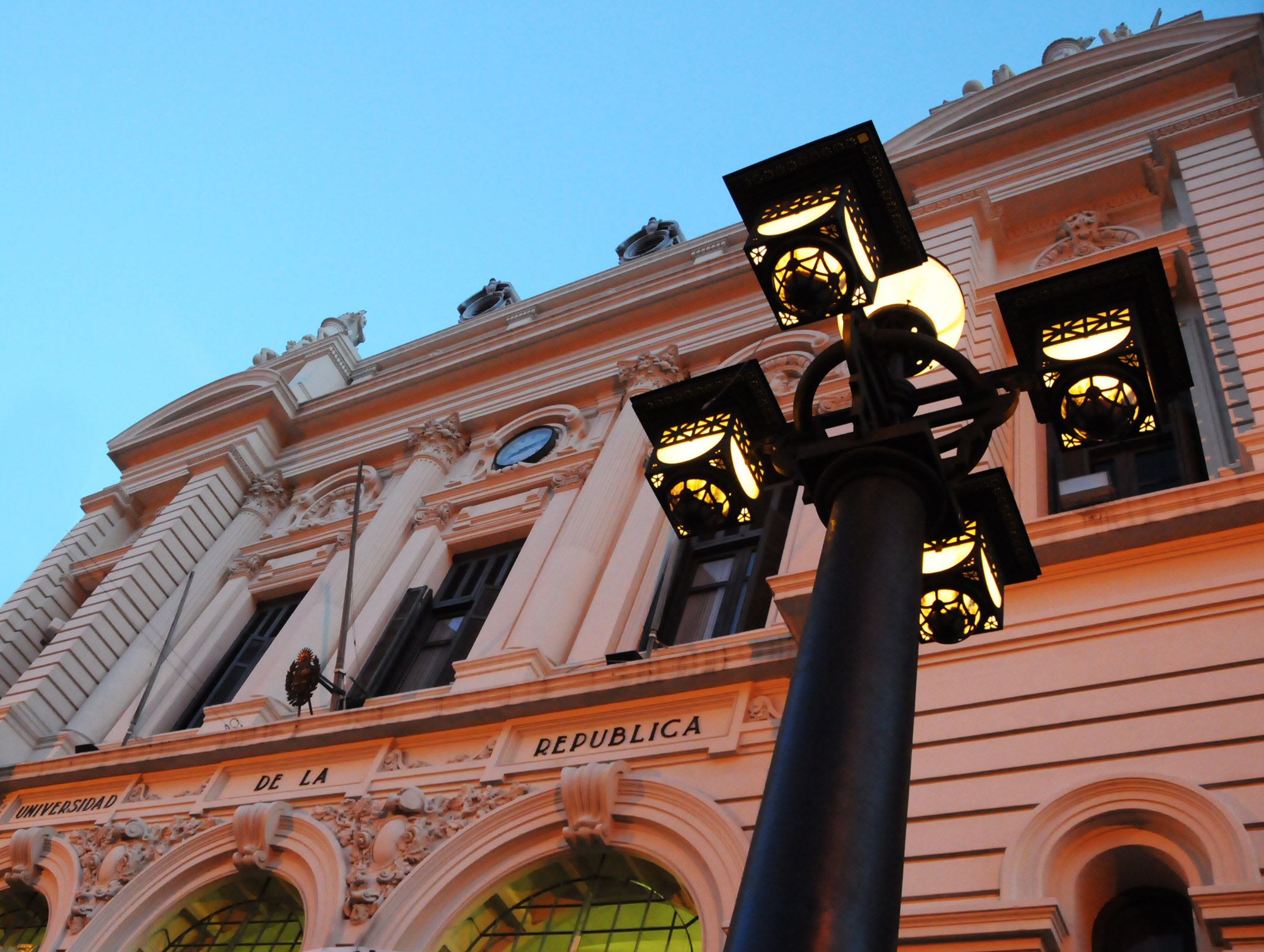
Universidad de la República y Facultad de Derecho.

Su primera estructura institucional se basaba en el Reglamento Orgánico aprobado por el decreto del 2 de octubre de 1849, que creó una "universidad napoleónica" puesto que se comprendía instrucción primaria, secundaria y terciaria. El año 1850 comienza a funcionar con 60 estudiantes. Luego, en 1861, se empezaría a dictar economía política, a cargo de Carlos de Castro; en 1864, Derecho Natural y de Gentes, a cargo de Gregorio Pérez Gomar; en 1865, Procedimientos Judiciales, a cargo de Joaquín Requena; en 1871, Derecho Constitucional, a cargo de Carlos María Ramírez, y Derecho Penal, a cargo de Gonzalo Ramírez; en 1877, Medicina Legal, dictada por Diego Pérez. En 1876 comienzan a dictarse las cátedras de Anatomía y Fisiología a las cuales se agrega, en 1877, la de Patología general, en la Facultad de Medicina.
En 1877 el Gobierno del coronel Lorenzo Latorre promulgó la Ley de Educación Común, propuesta por José Pedro Varela, que quitaba del ámbito universitario la enseñanza primaria.
En octubre de 1884 el gobierno intervino la Universidad y destituyó a sus autoridades. El presidente, Máximo Santos, ofreció el rectorado a Alfredo Vásquez Acevedo, quien aceptó luego de llegar a un acuerdo con el presidente sobre un estatuto nuevo, cambio de local, presupuesto para bibliotecas y otras mejoras. La reforma del estatuto acordada restringía la autonomía de la Universidad y reducía la integración del Consejo Universitario de 40 miembros a siete. Estos eran el rector, tres decanos (el de Secundaria, el de Derecho y el de Medicina) y tres vocales designados por la Sala de Doctores, que dejaba de estar integrada por los estudiantes, quienes formaban parte del Consejo desde 1878.
Las reformas universitarias impulsadas por Alfredo Vásquez Acevedo trajeron un régimen de estudios y egresos que, de alguna manera, es similar al actual. El año 1897 es clave, pues se crea un plan de estudios para la carrera de Notariado.

### Etapa moderna
En esta etapa, que va desde 1885 a 1908, se produce un cambio en la organización de las facultades de medicina y jurisprudencia, la cual pasa a designarse de "Derecho y Ciencias Sociales". En 1888 se crea la Facultad de Matemáticas, enseñándose arquitectura, agrimensura e ingeniería. En 1893 la Universidad se abre paso al estudio científico con la apertura del "Instituto de Higiene Experimental", primero en América Latina de su naturaleza. En 1903 se crea la Facultad de Comercio, donde se trasladan los cursos de contabilidad que funcionaban en Derecho, y en 1907 se inaugura la Facultad de Agronomía y Veterinaria, conformada por dos escuelas de las que sólo se instaló la de Agronomía.
El Presidente José Batlle y Ordóñez apoya la gestión del nuevo rector Eduardo Acevedo Vásquez, electo en 1904, destinando a la Universidad importantes fondos que provenían del buen momento de la economía del país. En 1908 se aprueba una nueva ley Orgánica, que modifica la estructura unitaria de la Universidad, reduciendo su autonomía, lo que trae la renuncia del rector Eduardo Acevedo, por diferencias con el presidente Claudio Williman. Sin embargo, la ley contemplaba la incorporación de docentes y estudiantes a los Consejos de Facultades.

### Etapa reformista
La Ley Orgánica de 1908 había creado un régimen de gobierno propio, por medio de un Consejo Directivo. El Movimiento de la Reforma Universitaria de los estudiantes de la Universidad de Córdoba en 1918 llegó a Uruguay entre 1920 y 1930 y generó la aparición de Asambleas de Claustro con participación estudiantil y carácter reglamentario en distintas facultades. En abril de 1929 se crea la Federación de Estudiantes Universitarios del Uruguay. El 31 de marzo de 1933 se produce el golpe de Estado de Gabriel Terra y se dicta la Ley Orgánica del 2 de marzo de 1934, que vulnera una vez más la autonomía universitaria. Esto provoca un fuerte rechazo a través de huelgas estudiantiles y manifestaciones callejeras.

### Autonomía y cogobierno

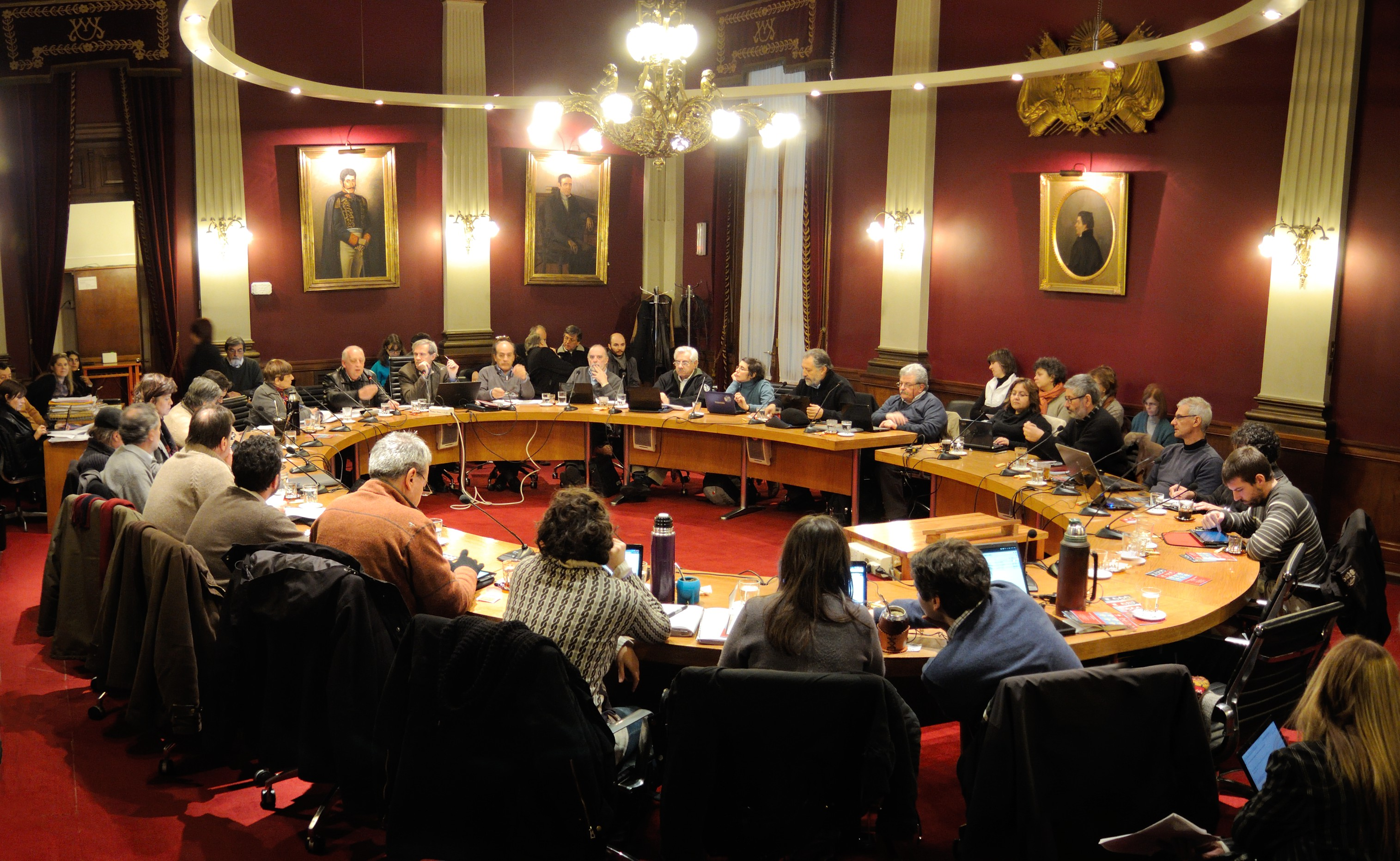
Reunión del Consejo Directivo Central de la Universidad de la República en 2013.

La ley orgánica del 29 de octubre de 1958 consagra los concursos para elegir docentes, la gratuidad total de la enseñanza, la autonomía universitaria en todos los aspectos y el cogobierno formado por docentes, estudiantes y egresados. A partir de la aprobación de la ley de 1958, el estado ejerce tres tipos de controles sobre la Udelar:
- el Tribunal de Cuentas sobre la contabilidad y los dineros
- el Tribunal de lo Contencioso-Administrativo sobre los actos administrativos
- un control de carácter político. El poder ejecutivo, con venía del senado, puede remover a los consejeros universitarios por ineptitud, delito u omisión en el cumplimiento de la función y por la comisión de actos que afecten el buen nombre de la institución.

En la actualidad esta Ley Orgánica se encuentra en un proceso de revisión tendiente a formular una nueva Ley.

### Universidad nueva
Se crean comisiones de bienestar estudiantil y acción social para asistir a los estudiantes mediante becas, comedores, un proyecto de hogar estudiantil, y de esa manera, permitir el acceso de sectores más amplios de la sociedad a las carreras universitarias; a la vez que se crea el departamento de extensión.
En el período que va de 1958 a 1973 las relaciones universidad-poder ejecutivo se dificultan debido a las críticas que la Udelar realiza a los gobiernos de turno. Pero es a partir del gobierno de Jorge Pacheco Areco y de 1968, cuando esta relación se vuelve más conflictiva y enfrentada. El 14 de agosto de 1968 muere el primer estudiante universitario, Líber Arce, en un enfrentamiento con la policía.
La ley de educación elaborada por Julio María Sanguinetti en 1972, determina que los delegados a los claustros universitarios deben ser elegidos por voto secreto y obligatorio a nivel nacional y bajo la fiscalización de la Corte Electoral.

### La intervención

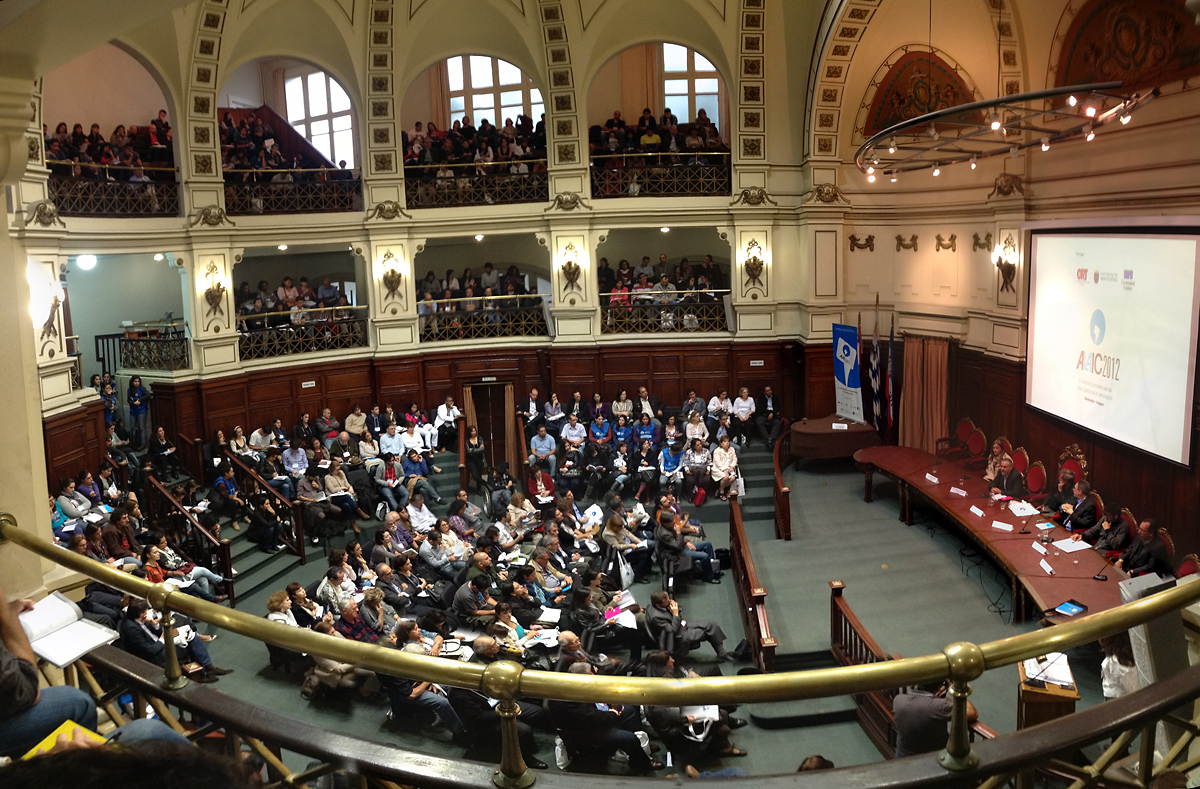
Paraninfo de la Universidad

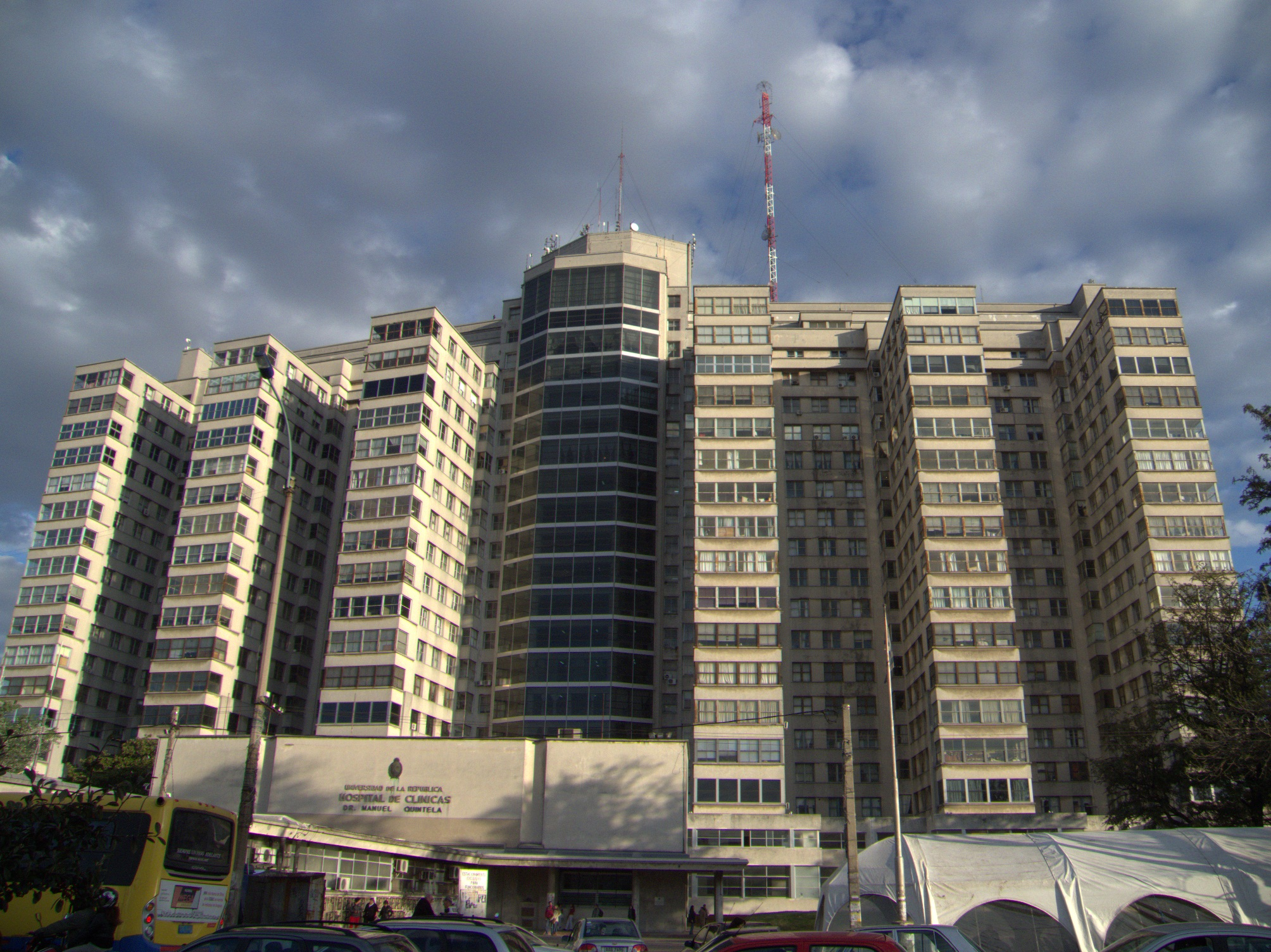
El Hospital de Clínicas Manuel Quintela funciona como hospital universitario a cargo de la UdelaR.

Tras el golpe de Estado del 27 de junio de 1973 y bajo el rectorado de Samuel Lichtensztejn, la Comisión para el estudio de los Problemas Nacionales (PRONA) de la Universidad organizó el que sería su último ciclo: “El Uruguay y su Universidad en 1973. Hacia la construcción de un destino nacional”.
El 12 de septiembre de 1973 se realizaron las reglamentarias elecciones universitarias para integrar los Claustros, bajo el estricto control de la Corte Electoral. Contra las manifiestas expectativas oficialistas, los resultados finales favorecieron netamente a los sectores definidos por la autonomía y el cogobierno (80, 86 y 98% de sufragios entre egresados, docentes y estudiantes respectivamente). Estos resultados, junto al estallido de un artefacto en la Facultad de Ingeniería y a la muerte del estudiante que lo manipulaba, dieron pie a la intervención de la casa de estudios por parte del gobierno. En la tarde del sábado 27 de octubre de 1973 las Fuerzas Armadas ocuparon todas las facultades y escuelas y el edificio central de la Universidad. Al día siguiente se hizo conocer el decreto 921/973 que disponía la intervención de la Universidad.
El Ministerio de Educación y Cultura fue encargado transitoriamente de la administración general de la misma. También se ordenó la suspensión de todas las actividades docentes y administrativas, con la única excepción de las del Hospital Universitario "Dr. Manuel Quintela", y la clausura de todos los locales dependientes. Finalmente se determinó el arresto del Rector, los Decanos y el resto del Consejo Directivo Central hasta el pronunciamiento de los órganos jurisdiccionales competentes.
La inactividad fue casi total durante 1974, mientras se definían las nuevas condiciones de funcionamiento. Casi el 40% de los docentes fueron destituidos, renunciaron o no se les renovó el contrato a su vencimiento. Los cargos vacantes fueron cubiertos por el mecanismo de la designación directa. El movimiento estudiantil fue desarticulado y un régimen policíaco se impuso en los locales paulatinamente rehabilitados.
La investigación y la extensión fueron prácticamente suprimidas mientras eran clausurados numerosos servicios: Escuela Nacional de Bellas Artes, Instituto de Ciencias Sociales, Escuela de Enfermería, Hospital Escuela del Litoral, Servicio de Climatología de la Facultad de Arquitectura. Otras dependencias se paralizaron casi por completo: Instituto de Economía, de Matemáticas y de Ingeniería Hidráulica, junto a las estaciones agronómicas, vaciados todos de personal docente.

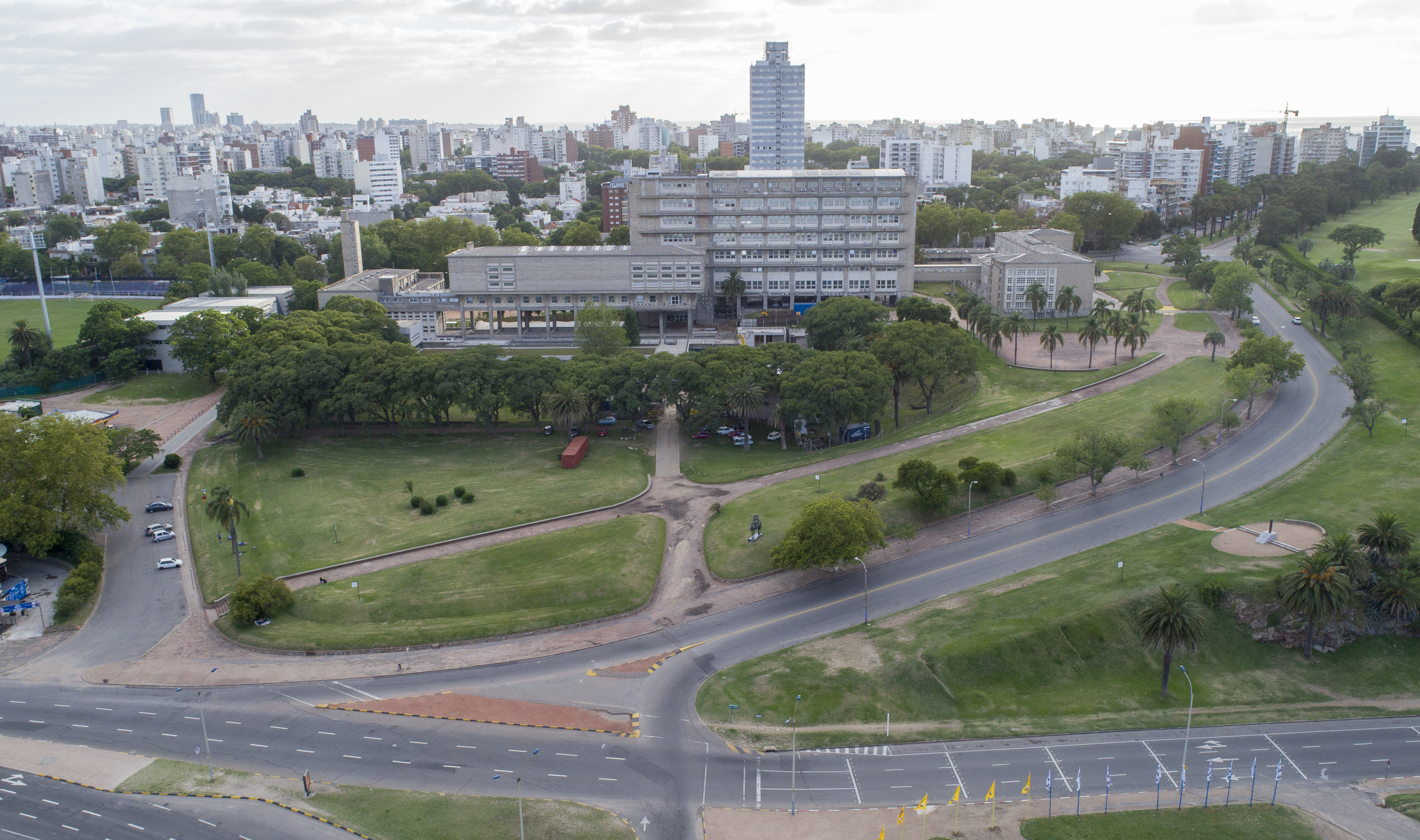
Facultad de Ingeniería

En 1975 comenzaron a aplicarse mecanismos restrictivos a la admisión de estudiantes. Se estableció el examen de ingreso en las Facultades de Medicina y Odontología, que en 1980 se generalizó a toda la Universidad. En 1982 se impuso un sistema de cupos prefijados por Facultad, que finalmente fue eliminado en 1984.

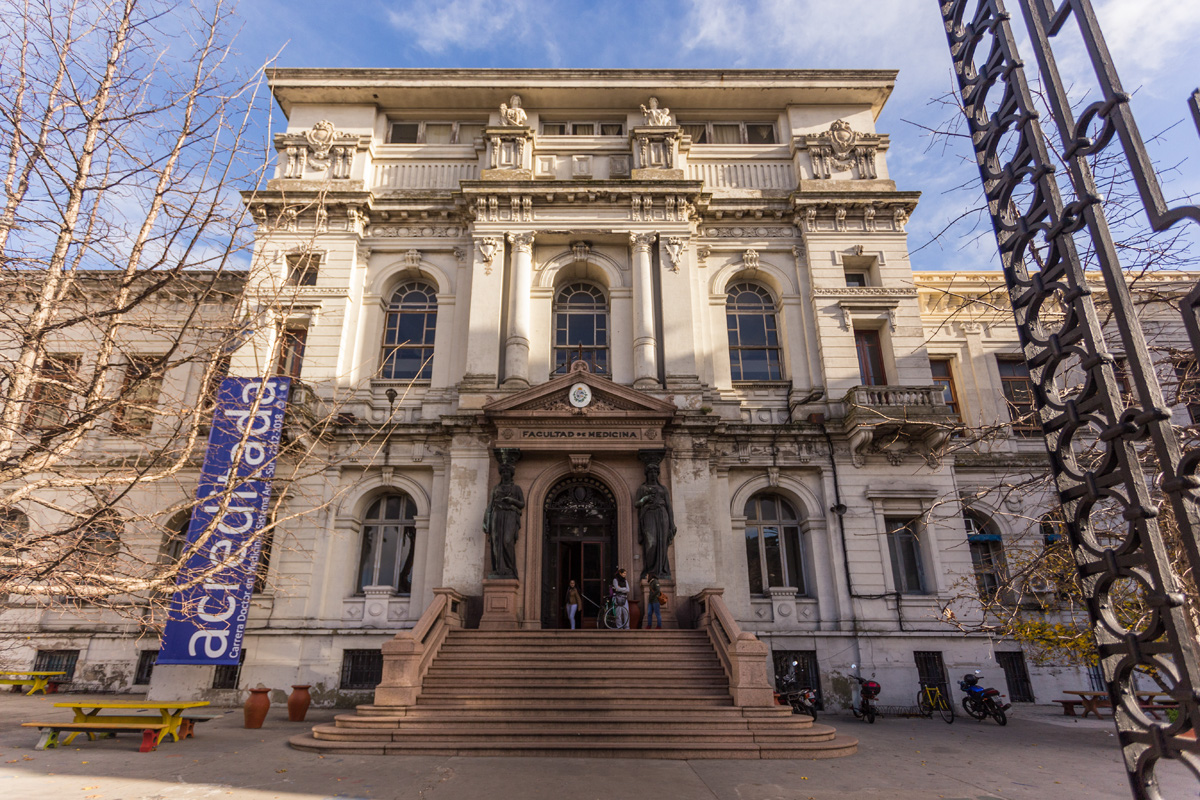
Facultad de Medicina.

Desde su intervención, en 1973, la Universidad tuvo como rectores designados (llamados “rectores interventores”) a Edmundo Narancio, Gustavo Nicolich, Jorge Anselmi, Enrique Viana Reyes, Raquel Lombardo de De Betolaza, Luis Antonio Menafra y Gonzalo Lapido Díaz.

## Facultades

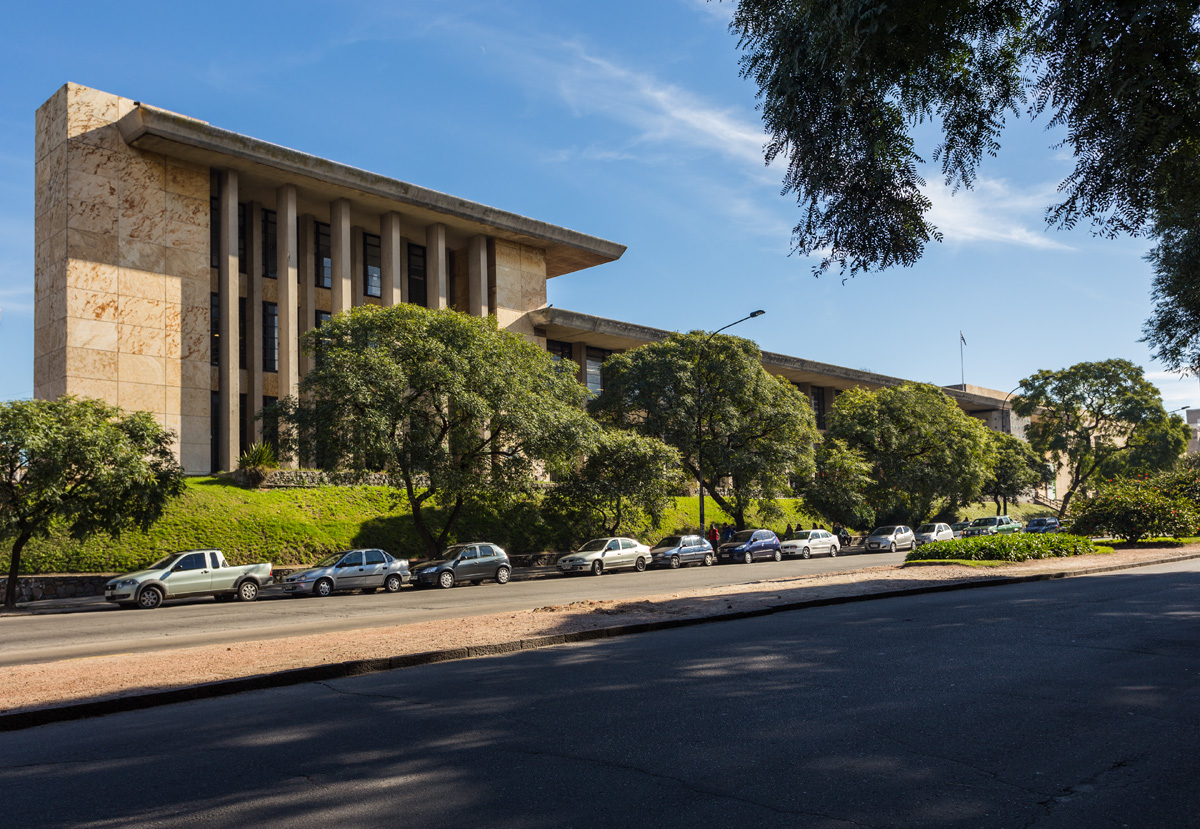
Facultad de Arquitectura en Parque Rodó.

La Universidad de la República cuenta con dieciséis facultades, varias escuelas e institutos universitarios, y su propio hospital universitario, ubicados en Montevideo.

### Área de Tecnologías y Ciencias de la Naturaleza y el Hábitat
- Facultad de Agronomía
- Facultad de Arquitectura, Diseño y Urbanismo
  - Escuela Universitaria Centro de Diseño
- Facultad de Ciencias
- Facultad de Ingeniería
- Facultad de Química
- Facultad de Veterinaria

### Área Ciencias de la Salud
- Facultad de Enfermería
- Facultad de Medicina
  - Escuela de Parteras
  - Escuela Universitaria de Tecnología Médica
  - Hospital Universitario de Clínicas Dr. Manuel Quintela
  - Instituto de Higiene
- Facultad de Odontología
- Facultad de Psicología
- Instituto Superior de Educación Física
- Escuela de Nutrición

### Área Social y Artística

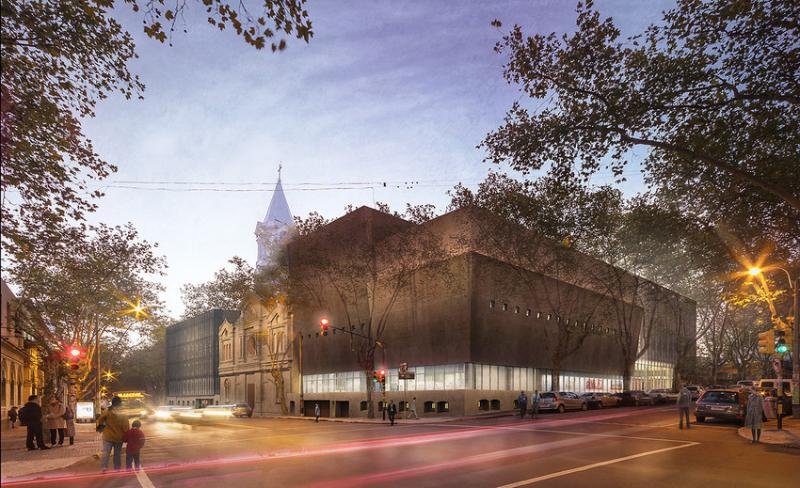
Facultad de Información y Comunicación en Palermo

- Facultad de Ciencias Económicas y de Administración
- Facultad de Ciencias Sociales
- Facultad de Derecho
- Facultad de Humanidades y Ciencias de la Educación
- Facultad de Información y Comunicación
- Facultad de Artes
  - Escuela Universitaria de Música
  - Escuela Nacional de Bellas Artes

## Centros Universitarios Regionales
También cuenta con tres centros universitarios regionales, que abarcan varios departamentos del país.
- Centro Universitario Regional Litoral Norte
  - Centro Universitario de Salto
  - Centro Universitario de Paysandú
  - Casa de la Universidad de Río Negro
  - Casa de la Universidad de Artigas
- Centro Universitario Regional del Este
  - Centro Universitario de Maldonado
  - Centro Universitario de Rocha
  - Centro Universitario de Treinta y Tres
  - Casa de la Universidad de Lavalleja
- Centro Universitario Regional Noreste
  - Centro Universitario de Rivera
  - Centro Universitario de Tacuarembó
  - Casa de la Universidad de Cerro Largo

## Estudiantes
En 2007 la universidad contaba con 81.774 estudiantes de grado. En 2012, según el censo de estudiantes, aumentó su matrícula a 85.905 estudiantes efectivos de grado, con 109.563 inscripciones a nivel de servicios y 130.941 inscripciones a nivel de carreras, mientras que los estudiantes de posgrado totalizaron 6.351, con 6.517 inscripciones a nivel de servicios y 6.839 inscripciones a nivel de carreras. En 2018 el total de estudiantes asciende a 135.757 según datos del relevamiento continuo de estudiantes.
En 2016 de cada tres estudiantes que se matriculan en la universidad dos son mujeres.

## Descentralización
La Universidad de la República, en el marco del proyecto de descentralización, ha abierto cinco centros de enseñanza universitaria en otros departamentos además de Montevideo. La reforma propuesta por la administración del rector Rodrigo Arocena y apoyada por todos los órdenes, plantea como uno de sus ejes centrales la descentralización de la universidad en el conjunto del territorio uruguayo. La nueva estrategia fue planteada a partir de 2007, el proceso de descentralización es propuesto por la Udelar y comienza a partir de la Ley de Educación votada en 2008.

## Gobierno
La Udelar se gobierna por la Ley Orgánica de la Universidad, aprobada en 1958, que le da autonomía respecto al gobierno central, salvo en lo relativo al presupuesto. El presupuesto lo fija el gobierno central a través de la Ley de Presupuesto Nacional, que se fórmula cada cinco años.
El gobierno de la Universidad de la República tiene como órgano máximo el Consejo Directivo Central, el cual es presidido por el rector y tiene representantes de los tres órdenes universitarios: estudiantes, docentes y egresados. El rector es designado cada cuatro años por la Asamblea General del Claustro, que es también cogobernada entre los tres órdenes. En tanto, cada facultad, de forma análoga a la universidad, posee un gobierno compuesto por un Consejo, presidido por el Decano, y un Claustro, que elige al decano y discute y elabora los planes de estudio, entre otras funciones. Los representantes de los docentes, egresados y estudiantes, en estos órganos, son todos elegidos por votación directa y obligatoria de sus respectivos pares.

### Rectores
La máxima autoridad de la universidad es el rector.

## Doctoradoshonoris causa
La Universidad de la República ha conferido numerosos doctorados honoris causa a personalidades del mundo académico, intelectual y político.